# Alice in Sunderland
Alice in Sunderland : An Entertainment (« Alice à Sunderland : Un divertissement ») est une bande dessinée du Britannique Bryan Talbot publiée conjointement en avril 2007 par Jonathan Cape au Royaume-Uni et Dark Horse aux États-Unis.
Essai d'histoire locale en bande dessinée, cette œuvre associant dessin, collages, photographies, coupures de journaux et peinture s'intéresse la ville anglaise de Sunderland et sa région à travers la relation que Lewis Carroll, le créateur d'Alice au pays des merveilles, entretenait avec elle.

## Prix
- 2010 :  Prix Haxtur de la meilleure histoire longue[2].